# Фазъл Ахмед паша
Фазъл Ахмед паша Кьопрюлю (на турски: Köprülü Fazıl Ahmed Paşa) е велик везир на Османската империя, син на Кьопрюлю Мехмед паша – основател на династията Кьопрюлю. В края на неговото управление Османската империя достига своето най-голямо териториално разширение в историята, но след края на неговото управление започва и постепенния залез на меча на Осман.
Фазъл Ахмед паша продължава политиката на своя баща за контрол над администрацията и безпощадна финансова дисциплина. За разлика от баща си не е толкова строг при разкриване на случаи на корупция, но не се колебае да наказва със смърт. Безкомпромисната политика и действията за стабилизиране състоянието на държавата, ведно с меценаството, правят Фазъл Ахмед паша един от най-великите османски държавници. Фазъл Ахмед паша остава в историята и като допринесъл за едно от най-големите унижения в историята на еврейството, след публичното отричане на месията и помохамеданчване на Шабатай Цви. При управлението на Фазъл Ахмед се провежда последния Йерусалимски събор на православната църква.
Романът „Време разделно“ отразява художествено събития от периода на великото везирстване на Фазъл Ахмед паша, който е родом от Велес.

## Ранни години
Фазъл Ахмед получава образованието си в медресе, но след като баща му става велик везир през 1656 г., напуска духовното поприще и се отдава на административни дейности. Назначен е за санджакбей на Ерзурум, с военен ранг мирмиран. По-късно е вече градоначалник на Дамаск.
Жени се за сестрата на Мехмед IV – Гевхерхан Султан, от която има две дъщери.
През 1661 г. на смъртния си одър баща му го прави свой заместник, след което Фазъл Ахмед става велик везир. Това е първият случай в историята на Османската империя, когато постът на велик везир е de facto наследен, което е и доказателство за това как султанът се доверява на административните умения на Фазъл паша, най-вече и заради популярността му сред поданиците.

## Управление

### Начало на управлението
Първа задача на Фазъл Ахмед е да се опита да спечели конфронтацията с Венеция за Крит. През 1663 г. се решава да стартира кампания в Далмация с цел да подкрепи османските войски, които вече са там и завладяват венецианските крепости в региона. На 25 септември 1662 г. обявява мобилизация на имперската армия. Но до ноември става ясно, че армията по-скоро ще отиде в Унгария, отколкото в Далмация, тъй като хърватският бан Никола VII Зрински (Миклош Зрини) прави и невъзможното посредством ускоците, за да провокира нов османско-хабсбургски конфликт още от 1661 г. Зрински напада и граби османската територия от замъка Нови Зрин, възползвайки се от присъствието на армията на Раймонд Монтекуколи в Трансилвания. Тези провокации принуждават османците да нарушат статуквото, което съществува между Константинопол и Виена от 1606 г.

### Австро-турска война (1663 – 1664)
През лятото на 1663 г. започва новата Австро-турска война. През септември Фазъл Ахмед превзема Нове Замки и се връща в Белград за презимуване. През 1664 г. Фазъл Ахмед пристига на помощ на крепостта Надканижа, обсадена от австрийците, след което продължава да се движи на север възнамерявайки да обсади Дьор, обаче преждевременно на 1 август е разгромен от австрийците в битка при Сентготхард и на 10 август подписва известния Вашварски мир, слагайки край на поредната австро-турска война. Мирът е повече от изгоден за османците, които даже си връщат окупирани от австрийците земи. Двете страни взаимно се задължават да изтеглят войските си от Трансилвания. Османската империя поема задължението да не допуска агресивни действия срещу Австрия от страна на своя васал трансилванския княз Михай I Апафи. 

### Кандийската кампания
През юли 1665 г. Фазъл Ахмед се завръща в Одрин, където султанът живее и се забавлява. Мехмед IV на практика предава изцяло управлението на империята на своя велик везир, след което Фазъл Ахмед спешно отива в Истанбул, а след това поема към бреговете на Дарданелите, за да инспектира укрепленията. След това, на среща с висши държавни служители, султанът назначава великият везир да ръководи планираната военна кампания на Крит.
Фазъл Ахмед прави предложение на венецианския посланик, който вече 12 години е заложник в Одрин, за постигне на мир: предложено е Венецианската република, в замяна на запазване на Ираклион (който все още се държи/) – да плати еднократно 100 000 златни монети на Османската империя, а след това ежегодно да плаща по 10 хиляди жълтици. Тези и други условия са отхвърлени от посланика и затова османската бърза мобилизация продължава в спешен порядък. На войниците е наредено да се съберат в пристанищата на Солун, Евбея и Монемвасия, откъдето ще бъдат извозени на кораби до Крит. Еничарите потеглят от Истанбул заедно с Фазъл Ахмед паша и неговия антураж на 25 май 1666 г. отправяйки се за Одрин, откъдето преминават по суша през Македония и Тесалия, за да се натоварят на кораби в Евбея. Походът по море е неуспешен, а великият везир се вижда принуден да върне армията си на сушата и да ѝ даде двумесечна почивка в Тива. Войниците пристигат в Крит през зимата.
Армията предвождана от Фазъл Ахмед паша веднага се включва в обсадата на Кандия, която все още се е държи. Защитниците на крепостта са уморени и обезкуражени, понеже дългоочакваната помощ от Франция не пристига, а останалите съюзници се карат за това кой да поеме командването на обединената християнска флота. Едва през пролетта на 1669 г. френските войски пристигат на Крит, но османците под предводителството на Фазъл Ахмед паша решително отблъскват атаките на техните позиции от морето, като и двете страни понасят значителни загуби. След месец и половина от нерешителни действия французите губят желание да се бият и отплават обратно за Франция. Командирът на венецианския гарнизон Франческо Морозини няма избор, освен да капитулира пред Фазъл Ахмед след двайсетгодишна обсада.

### Възстановяване на Крит
След края на военните действия Фазъл Ахмед паша остава на Крит, за да наблюдава изпълнението на условията на мирния договор с венецианците. Оказа се, че островът е в трагично състояние, а двата основни експортни продукта на критяни – производството на зехтин и вино – са бързо възстановени в производство. Град Ираклион е в руини изоставен от венецианците. Седмица след предаването му на Османската империя пътешественикът и писател Евлия Челеби споменава за събитието дело на победоносната османска армия. Отслужена е повсеместно в джамиите на империята празнична петъчна молитва. По нареждане на Фазъл Ахмед сградите в града са възстановени за започващите велики празници.
Фазъл Ахмед паша превръща църквата „Св. Франциск“ в главна джамия на Ираклион и я наименува в чест на султана. Дворецът на венецианския управител е отремонтиран и пригоден за османския. Всички гръцки църкви са превърнати в джамии, като най-забележителният външен знак за тези трансформации е подмяната на камбаните с минарета. Имотът изоставен от укриващото се венецианско население на Крит е прехвърлен в дарение на благотворителните фондации на Фазъл Ахмед паша и останалите османски военачалници, след което е продаден на търг. Политиката за принудително преселение на местните гърци е отхвърлена като неблагоразумна, а Ираклион е заселен с хора от критския хинтерланд, като ислямизацията на острова продължава гладко и постепенно. Единствените мюсюлмански заселници, които са преселени в Ираклион, са военните, но дори и те са предимно с местен произход или са гърци. С цел приобщаване и интегриране на гърците в Османската империя и управление е учредена нарочната длъжност „велик драгоман“ – на практика нещо като османски външен министър.

### Полската кампания
През лятото на 1670 г. Фазъл Ахмед паша се завръща в Истанбул и две години по-късно отново поема командването на армията, но този път на север: започва нова Полско-турска война (1672–1676). На 27 август 1672 г. той заминава за Каменец-Подолски, където султанът идва лично да огледа новите завоевания, като междувременно османците са обсадили Лвов. Жечпосполита се вижда принудена да сключи с Османската империя бучакския мирен договор, но този договор не е ратифициран от Сейма и войната продължава. Въпреки това, през 1676 г., Жечпосполита подписва при същите условия журавенския договор. Създава се еялет Подолия, а за пръв негов валия е назначен Кюстендили Халил паша (1672 – 76; 1677 – 80), земляк на Фазъл Ахмед от Кюстендилския санджак (към който се числи Велес).

## Дипломатическа, религиозна, обществена и благотворителна дейност
Фазъл Ахмед паша се утвърждава като един от най-ловките дипломати в историята на Османската империя. Заради френската подкрепа за обсадената Кандия, за първи път френско-османския алианс е поставен под въпрос. За сметка на това на Свещената Римска империя е предоставен достъп до левантийските пазари, като австрийците се опитват безрезултатно да организират тържище в Истанбул, основавайки Левантийската компания. За сметка на това английската Левантийска компания просперира, като Фазъл Ахмед паша на два пъти ѝ подновява капитулациите през 1662 г. и 1674 г. През 1668 г. са подновени и капитулациите на холандците, които са базирали своята търговия в Измир. При Фазъл Ахмед паша са установени и дипломатически отношения с Руското царство.
Фазъл Ахмед паша завършвайки богословско образование и следвайки консервативни религиозни тенденции, толерира възраждането на сектата на Вадизадели, чиито членове предават анатемата на баща му. Като управител на Ерзурум, Фазил Ахмед попада под влиянието на кюрдския проповедник Мехмед ибн Бистан, по-известен като Вани ефенди (от езерото Ван). След като става велик везир Фазъл Ахмед кани Вани ефенди в Истанбул за свой духовен съветник. По-късно влиятелният проповедник води петъчните молитви в джамията на Турхан Султан, открита през 1665 г.
Фазъл Ахмед паша инициира султанско ираде през 1670 г. по силата на което се затварят всички кръчми в Истанбул и околностите и се забранява продажбата на вино, но това ираде се заобикаля, включително от самите членове на дивана. Д-р Джон Коуел, който е в Истанбул по това време, изключително язвително обрисува целия османски двор, като състоящ се от пияници, с изключение на султана и още двама висши сановници.